# Arenetra nigrita
Arenetra nigrita là một loài tò vò trong họ Ichneumonidae.